# Herbert Beerbohm Tree
Herbert Beerbohm Tree, född 17 december 1853 i London, död 2 juli 1917 i London, var en brittisk skådespelare och teaterledare. 
Han spelade huvudsakligen teater, och var ägare av Haymarket Theatre, där han även var teaterledare 1887-97. 1897-1916 var han ledare för Her Majesty's Theatre. Genom en illegitim son, Peter Reed, är han farfar till skådespelaren Oliver Reed.
Bland hans främsta roller märks Falstaff i Muntra fruarna i Windsor, Hamlet, Richard II, kardinal Wolsey i Henrik VIII, Marcus Antonius i Antonius och Kleopatra och Julius Cæsar, Malvolio i Trettondagsafton, Petrucchio i Så tuktas en argbigga, Fagin i Oliver Twist, Svengali i Trilby och Lechat i Affär är Affär.

## Filmografi

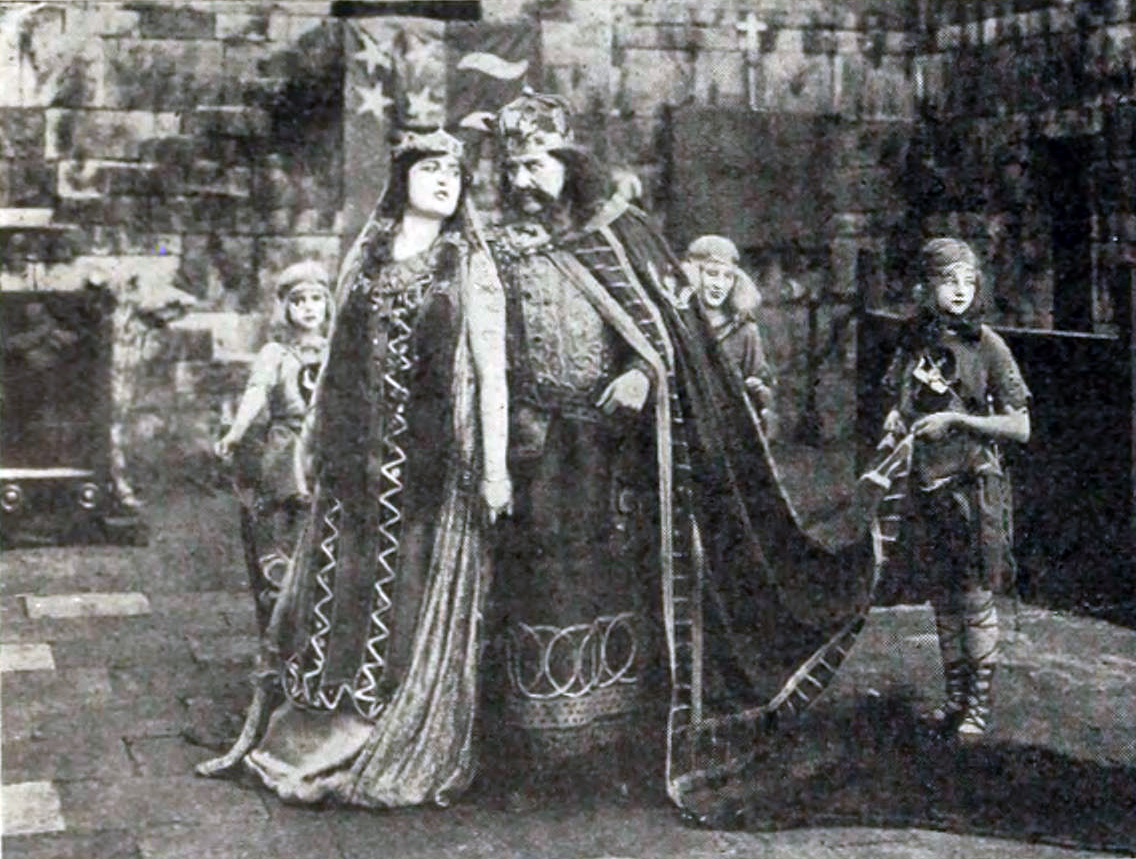
Macbeth (1916)

- 1911 - King John
- 1914 - Henry VIII
- 1916 - Macbeth
- 1916 – Intolerance
- 1916 - The Old Folks at Home